# Nati nel 1973/Settembre
| Questa pagina contiene informazioni ricavate automaticamente dalle voci biografiche con l'ausilio del template Bio e di un bot. L'aggiornamento è periodico e automatico e ricostruisce completamente la pagina. Se manca una persona in questa lista, sei pregato di non aggiungerla, ma accertati piuttosto che la sua voce biografica contenga il template Bio e che i dati anagrafici siano correttamente compilati. Se il template Bio manca, inseriscilo tu stesso o, in alternativa, metti l'avviso {{tmp\|Bio}} che ne segnala la mancanza. Se i dati riportati sono sbagliati, correggi direttamente la voce biografica; le modifiche saranno visibili in questa lista entro pochi giorni. Per chiarimenti vedi il progetto biografie. La lista contiene solo le 338 persone che sono citate nell'enciclopedia e per le quali è stato implementato correttamente il template Bio. Pagina aggiornata al 18 ago 2025. |

- 1º settembre - Mirko Cudini, allenatore di calcio e ex calciatore italiano
- 1º settembre - Paola De Micheli, dirigente d'azienda e politica italiana
- 1º settembre - Nidžara Munković, ex cestista bosniaca
- 1º settembre - Aniello Parisi, allenatore di calcio e ex calciatore italiano
- 1º settembre - Alberto Savino, allenatore di calcio e ex calciatore italiano
- 1º settembre - Simon Shaw, ex rugbista a 15 britannico
- 1º settembre - Zach Thomas, ex giocatore di football americano statunitense
- 2 settembre - Koen Beeckman, ex ciclista su strada belga
- 2 settembre - Donnie Boyce, ex cestista e allenatore di pallacanestro statunitense
- 2 settembre - Sandrine Bélier, avvocato e politica francese
- 2 settembre - Matthew Dunn, ex nuotatore australiano
- 2 settembre - Emiliano Fossi, politico italiano
- 2 settembre - Abdelkrim Jinani, ex calciatore marocchino
- 2 settembre - Kim Jae-hung, ex calciatore sudcoreano
- 2 settembre - Savo Milošević, dirigente sportivo, allenatore di calcio e ex calciatore jugoslavo
- 2 settembre - Nicholas Pinnock, attore britannico
- 2 settembre - Marco Rivaro, ex rugbista a 15 italiano
- 2 settembre - Mark Shield, ex arbitro di calcio australiano
- 2 settembre - Zhang Jinsong, ex cestista e allenatore di pallacanestro cinese
- 3 settembre - Malin Byström, soprano svedese
- 3 settembre - Tommaso Currò, politico italiano
- 3 settembre - Daniele Egeste, allenatore di pallavolo e ex pallavolista italiano
- 3 settembre - Sara Foscolo, politica italiana
- 3 settembre - Lauren Kennedy, attrice teatrale statunitense
- 3 settembre - Joannette Kruger, ex tennista sudafricana
- 3 settembre - Jason McCartney, ex ciclista su strada statunitense
- 3 settembre - Jennifer Paige, cantante statunitense
- 3 settembre - Jakob Piil, ex ciclista su strada e pistard danese
- 3 settembre - Fred Rodriguez, ex ciclista su strada statunitense
- 3 settembre - Damon Stoudamire, ex cestista e allenatore di pallacanestro statunitense
- 3 settembre - Rimantas Žvingilas, allenatore di calcio e ex calciatore lituano
- 4 settembre - Emiliano Bigica, allenatore di calcio e ex calciatore italiano
- 4 settembre - Rune Buer Johansen, calciatore norvegese
- 4 settembre - Jason David Frank, attore e artista marziale statunitense († 2022)
- 4 settembre - Lee Hodges, allenatore di calcio e ex calciatore inglese
- 4 settembre - Magnus Johansson, ex hockeista su ghiaccio svedese
- 4 settembre - Roman Evgen’evič Konoplev, scrittore, politologo e politico russo
- 4 settembre - Miodrag Pantelić, ex calciatore serbo
- 4 settembre - Kirill Pirogov, attore e compositore russo
- 4 settembre - Holly Sampson, ex attrice pornografica e attrice cinematografica statunitense
- 4 settembre - Stacy Sanches, modella statunitense
- 4 settembre - Lidia Șimon, maratoneta e mezzofondista rumena
- 4 settembre - Wang Su-jin, ex cestista sudcoreana
- 5 settembre - Peter Bartoš, ex hockeista su ghiaccio slovacco
- 5 settembre - Paddy Considine, attore, sceneggiatore e regista britannico
- 5 settembre - Pascal Langdale, attore e doppiatore inglese
- 5 settembre - Rose McGowan, attrice, cantante e attivista statunitense
- 5 settembre - Corneliu Papură, allenatore di calcio e ex calciatore rumeno
- 5 settembre - Jenny Whittle, ex cestista australiana
- 6 settembre - Imran Ahmad-Khan, politico britannico
- 6 settembre - Helge Aune, allenatore di calcio e ex calciatore norvegese
- 6 settembre - Carlo Cudicini, allenatore di calcio e ex calciatore italiano
- 6 settembre - Pat Curcio, allenatore di hockey su ghiaccio, procuratore sportivo e ex hockeista su ghiaccio canadese
- 6 settembre - Nikola Grbić, allenatore di pallavolo e ex pallavolista serbo
- 6 settembre - Norma Koplick, ex atleta paralimpica australiana
- 6 settembre - Eugenio Krauss, attore italiano
- 6 settembre - Jamal Lasri, chimico marocchino
- 6 settembre - Pat McGibbon, allenatore di calcio e ex calciatore nordirlandese
- 6 settembre - Ėduard Parri, regista russo
- 6 settembre - Greg Rusedski, ex tennista canadese
- 6 settembre - Alessandro Troncon, ex rugbista a 15 e allenatore di rugby a 15 italiano
- 6 settembre - Sławomir Wojciechowski, ex calciatore polacco
- 7 settembre - Corinne Bonuglia, ballerina e attrice teatrale italiana
- 7 settembre - Michele Bordo, politico italiano
- 7 settembre - Inesa Chodova, ex cestista ucraina
- 7 settembre - Giuseppe Di Grande, ex ciclista su strada italiano
- 7 settembre - Shannon Elizabeth, attrice statunitense
- 7 settembre - Denis Kljuev, allenatore di calcio e ex calciatore russo
- 7 settembre - Alex Kurtzman, sceneggiatore, regista e produttore cinematografico statunitense
- 7 settembre - Catarina Martins, attrice e politica portoghese
- 7 settembre - Laura Pamplona, attrice spagnola
- 7 settembre - Gil Shohat, compositore, direttore d'orchestra e pianista israeliano
- 7 settembre - Andreas Sofokleous, ex calciatore cipriota
- 8 settembre - Khamis Al-Owairan, calciatore saudita († 2020)
- 8 settembre - Annalisa Corrado, ambientalista e politica italiana
- 8 settembre - Lorraine Fenton, ex velocista giamaicana
- 8 settembre - Nicky Forster, allenatore di calcio e ex calciatore inglese
- 8 settembre - Petre Marin, ex calciatore rumeno
- 8 settembre - José Pereda, ex calciatore peruviano
- 8 settembre - Troy Sanders, cantante e bassista statunitense
- 8 settembre - Eloy Alberto Santiago Santiago, vescovo cattolico spagnolo
- 8 settembre - Matteo Strukul, romanziere e sceneggiatore italiano
- 8 settembre - Lars Vestrum Olsson, ex calciatore norvegese
- 8 settembre - María Eugenia Vidal, politica argentina
- 8 settembre - Shinzō Yamada, ex giocatore di football americano e allenatore di football americano giapponese
- 9 settembre - Frode Andresen, ex fondista e biatleta norvegese
- 9 settembre - Bogdan Aurescu, politico rumeno
- 9 settembre - Gretchen Egolf, attrice statunitense
- 9 settembre - Michelle Goh, attrice singaporiana
- 9 settembre - Jérôme Golmard, tennista francese († 2017)
- 9 settembre - Kazuhisa Ishii, ex giocatore di baseball e allenatore di baseball giapponese
- 9 settembre - Aitor Osa, ex ciclista su strada spagnolo
- 9 settembre - Maria Peszek, cantante e attrice polacca
- 9 settembre - Volodymyr Savčenko, allenatore di calcio e ex calciatore ucraino
- 9 settembre - Petar Trbojević, pallanuotista serbo
- 10 settembre - Choi Yong-soo, allenatore di calcio e ex calciatore sudcoreano
- 10 settembre - Ferdinand Coly, ex calciatore senegalese
- 10 settembre - Mark Huizinga, ex judoka olandese
- 10 settembre - Ghada Shouaa, ex multiplista siriana
- 10 settembre - Tim Stimpson, ex rugbista a 15 e imprenditore britannico
- 11 settembre - Roberto Chiappa, ex pistard italiano
- 11 settembre - Phillip Daniels, ex giocatore di football americano e allenatore di football americano statunitense
- 11 settembre - Nafissatou Dia Diouf, scrittrice senegalese
- 11 settembre - Wagneau Eloi, ex calciatore haitiano
- 11 settembre - Marica Favé, ex sciatrice alpina italiana
- 11 settembre - In-Grid, cantante italiana
- 11 settembre - Johann Lonfat, ex calciatore svizzero
- 11 settembre - Alec Su, cantante e attore taiwanese
- 11 settembre - Fred Thomas, ex giocatore di football americano statunitense
- 11 settembre - Jan Jacob Verdenius, ex fondista norvegese
- 11 settembre - Luděk Zelenka, ex calciatore ceco
- 12 settembre - Samya Abbary, attrice italiana
- 12 settembre - Sa'id al-Shihri, terrorista saudita († 2013)
- 12 settembre - Tarana Burke, attivista statunitense
- 12 settembre - Darren Campbell, ex velocista britannico
- 12 settembre - Ki-Jana Carter, ex giocatore di football americano statunitense
- 12 settembre - Cinzia Cavazzuti, judoka italiana
- 12 settembre - Martina Ertl, ex sciatrice alpina tedesca
- 12 settembre - Maximiliano Hernández, attore statunitense
- 12 settembre - Alen Horvat, allenatore di calcio e ex calciatore croato
- 12 settembre - Martin Lapointe, dirigente sportivo e ex hockeista su ghiaccio canadese
- 12 settembre - Samir Lerić, ex cestista e allenatore di pallacanestro bosniaco
- 12 settembre - Dorota Miśkiewicz, cantante polacca
- 12 settembre - Hisaya Nakajo, fumettista giapponese († 2023)
- 12 settembre - Paul Walker, attore statunitense († 2013)
- 12 settembre - Srdjan Zaharievski, allenatore di calcio e ex calciatore macedone
- 13 settembre - Christian Albini, docente italiano († 2017)
- 13 settembre - Christine Arron, ex velocista francese
- 13 settembre - Andrėj Astroŭcki, ex calciatore bielorusso
- 13 settembre - Dominique Aulanier, calciatore francese († 2020)
- 13 settembre - Fabio Cannavaro, allenatore di calcio e ex calciatore italiano
- 13 settembre - Michele Cavarretta, arbitro di calcio italiano
- 13 settembre - Harald Cerny, allenatore di calcio e ex calciatore austriaco
- 13 settembre - Mahima Chaudhry, attrice indiana
- 13 settembre - Maurizio Del Tenno, politico italiano
- 13 settembre - Brian Evans, ex cestista statunitense
- 13 settembre - Zsombor Kerekes, ex calciatore ungherese
- 13 settembre - Travis Knight, animatore, produttore cinematografico e regista statunitense
- 13 settembre - Marcelinho Paulista, ex calciatore brasiliano
- 13 settembre - Carlos Montovaneli, ex giocatore di calcio a 5 brasiliano
- 13 settembre - Carlo Nash, ex calciatore inglese
- 13 settembre - Olga Pfeifer, ex cestista tedesca
- 13 settembre - Manuel Raga, ex cestista svizzero
- 13 settembre - Cedric Richmond, politico e avvocato statunitense
- 13 settembre - Casper Steyn, allenatore di rugby a 15 e rugbista a 15 sudafricano
- 13 settembre - René Weiler, allenatore di calcio e ex calciatore svizzero
- 14 settembre - Dominique Arnold, ex ostacolista statunitense
- 14 settembre - Alessandro Canino, cantante italiano
- 14 settembre - Simone Cecchetti, fotografo italiano
- 14 settembre - Vincent Cespedes, filosofo, scrittore e commediografo francese
- 14 settembre - Andrew Lincoln, attore britannico
- 14 settembre - Pavel Novotný, allenatore di calcio e ex calciatore ceco
- 14 settembre - Linvoy Primus, ex calciatore inglese
- 14 settembre - Nas, rapper, produttore discografico e attivista statunitense
- 15 settembre - Markita Aldridge, ex cestista statunitense
- 15 settembre - Giandomenico Basso, pilota di rally italiano
- 15 settembre - Juraj Buček, ex calciatore slovacco
- 15 settembre - Todd Cahoon, attore statunitense
- 15 settembre - Darío Ludovino Espínola, allenatore di calcio e ex calciatore paraguaiano
- 15 settembre - Mirko Frezza, attore italiano
- 15 settembre - Alyn Smith, politico britannico
- 15 settembre - Joe Vogel, ex cestista statunitense
- 15 settembre - Daniel Westling, imprenditore svedese
- 16 settembre - Aleksandrs Isakovs, ex calciatore lettone
- 16 settembre - Nosferatu, disc jockey olandese
- 16 settembre - Cristina Patelli, politica italiana
- 16 settembre - Clint Peay, allenatore di calcio e ex calciatore statunitense
- 16 settembre - Michał Staniszewski, ex canoista polacco
- 16 settembre - Aleksandr Vinokurov, dirigente sportivo e ex ciclista su strada kazako
- 17 settembre - Diego Albanese, ex rugbista a 15 e allenatore di rugby a 15 argentino
- 17 settembre - Ljubov' Bruletova, judoka russa
- 17 settembre - Ada Choi, modella e attrice cinese
- 17 settembre - Santos González, ex ciclista su strada e pistard spagnolo
- 17 settembre - Tomáš Janů, ex calciatore ceco
- 17 settembre - Jana Klečková, ex cestista ceca
- 17 settembre - Ntemīs Nikolaïdīs, ex calciatore greco
- 17 settembre - David Reid, ex pugile statunitense
- 17 settembre - Petter Rudi, dirigente sportivo e ex calciatore norvegese
- 17 settembre - Daniele Silvetti, politico italiano
- 17 settembre - Yu Weiliang, ex calciatore cinese
- 17 settembre - Marek Zając, allenatore di calcio e ex calciatore polacco
- 17 settembre - Antonina Zetova, allenatrice di pallavolo e ex pallavolista bulgara
- 18 settembre - Laurent Foirest, ex cestista e allenatore di pallacanestro francese
- 18 settembre - Dario Frigo, ex ciclista su strada italiano
- 18 settembre - Olena Hovorova, ex triplista ucraina
- 18 settembre - Jardel, ex calciatore brasiliano
- 18 settembre - Aitor Karanka, allenatore di calcio e ex calciatore spagnolo
- 18 settembre - Jamie Lidell, musicista e cantante britannico
- 18 settembre - James Marsden, attore statunitense
- 18 settembre - Limberg Méndez, ex calciatore boliviano
- 18 settembre - Dolors Montserrat, avvocato e politica spagnola
- 18 settembre - Neus Sanz, attrice spagnola
- 18 settembre - Louise Sauvage, ex atleta paralimpica australiana
- 18 settembre - Mark Shuttleworth, imprenditore sudafricano
- 18 settembre - Alessio Zucchini, giornalista, conduttore televisivo e blogger italiano
- 18 settembre - Ami Ōnuki, cantante giapponese
- 19 settembre - José Azevedo, dirigente sportivo e ex ciclista su strada portoghese
- 19 settembre - Nicholas Bishop, attore australiano
- 19 settembre - Nick Colgan, allenatore di calcio e ex calciatore irlandese
- 19 settembre - John Crombez, politico belga
- 19 settembre - Alejandro Curbelo, ex calciatore uruguaiano
- 19 settembre - Javier Duarte de Ochoa, avvocato e politico messicano
- 19 settembre - Jeremy Jordan, cantante e attore statunitense
- 19 settembre - Ihor Lučkevyč, allenatore di calcio e ex calciatore ucraino
- 19 settembre - Haidar Mahmoud, ex calciatore iracheno
- 19 settembre - Cristiano da Matta, ex pilota automobilistico brasiliano
- 19 settembre - Stéphane Porato, ex calciatore e allenatore di calcio francese
- 19 settembre - Delphine Réau, tiratrice a volo francese
- 19 settembre - Ivica Skelin, allenatore di pallacanestro croato
- 19 settembre - Amil, rapper statunitense
- 19 settembre - David Zepeda, attore messicano
- 20 settembre - Rogério Santana Alves, ex giocatore di calcio a 5 brasiliano
- 20 settembre - Todd Boehly, imprenditore statunitense
- 20 settembre - Susan Duerden, attrice britannica
- 20 settembre - Silvio Garay, ex calciatore paraguaiano
- 20 settembre - Miroslav Hýll, ex calciatore slovacco
- 20 settembre - Andrej Kivilëv, ciclista su strada kazako († 2003)
- 20 settembre - Mkhitar Manukyan, ex lottatore armeno
- 20 settembre - Radek Onderka, ex calciatore ceco
- 20 settembre - Jo Pavey, mezzofondista britannica
- 20 settembre - Olaf Pollack, ex ciclista su strada, pistard e dirigente sportivo tedesco
- 20 settembre - Tom Root, sceneggiatore, produttore televisivo e doppiatore statunitense
- 20 settembre - Esham, rapper statunitense
- 21 settembre - Pedro Acevedo, ex calciatore cileno
- 21 settembre - Mike Anderson, ex giocatore di football americano statunitense
- 21 settembre - Bettina Belitz, giornalista e scrittrice tedesca
- 21 settembre - Alex Burgmeier, ex calciatore liechtensteinese
- 21 settembre - Kevin Carter, ex giocatore di football americano statunitense
- 21 settembre - Chung I-chuan, ex cestista taiwanese
- 21 settembre - Max Eberl, dirigente sportivo e ex calciatore tedesco
- 21 settembre - Christian Frascella, scrittore italiano
- 21 settembre - Driulis González, judoka cubana
- 21 settembre - Manuel Gräfe, ex arbitro di calcio tedesco
- 21 settembre - Filippa Lagerbäck, conduttrice televisiva, showgirl e ex modella svedese
- 21 settembre - Katrine Moholt, cantante e conduttrice televisiva norvegese
- 21 settembre - Franky Oviedo, allenatore di calcio e ex calciatore colombiano
- 21 settembre - Edgars Rinkēvičs, politico lettone
- 21 settembre - Polla Roux, ex rugbista a 15, allenatore di rugby a 15 e dirigente sportivo sudafricano
- 21 settembre - Virginia Ruano Pascual, ex tennista spagnola
- 21 settembre - Oswaldo Sánchez, ex calciatore messicano
- 22 settembre - Paulo Costinha, ex calciatore portoghese
- 22 settembre - Cosimo Damiano Damato, regista e sceneggiatore italiano
- 22 settembre - Francesco Di Jorio, ex calciatore svizzero
- 22 settembre - François-Xavier Demaison, attore e comico francese
- 22 settembre - Ho-Cheung Pang, regista, sceneggiatore e produttore cinematografico hongkonghese
- 22 settembre - Boštjan Mervar, dirigente sportivo e ex ciclista su strada sloveno
- 22 settembre - Matthew Rush, attore pornografico statunitense
- 22 settembre - Bob Sapp, kickboxer, artista marziale misto e wrestler statunitense
- 22 settembre - Zhao Hongbo, ex pattinatore artistico su ghiaccio cinese
- 22 settembre - Adrien de Van, attore e regista teatrale francese
- 23 settembre - Brad Beyer, attore statunitense
- 23 settembre - Trevor Brennan, ex rugbista a 15 e imprenditore irlandese
- 23 settembre - Al Cisneros, cantante e bassista statunitense
- 23 settembre - David Dicanot, ex calciatore francese
- 23 settembre - Jermaine Dupri, rapper e produttore discografico statunitense
- 23 settembre - Valentino Fois, ciclista su strada italiano († 2008)
- 23 settembre - Toshihiro Hattori, ex calciatore giapponese
- 23 settembre - Andrew Johns, triatleta britannico
- 23 settembre - Yorgos Lanthimos, regista, sceneggiatore e produttore cinematografico greco
- 23 settembre - René Lohse, ex danzatore su ghiaccio tedesco
- 23 settembre - Piotr Markiewicz, ex canoista polacco
- 23 settembre - Martina Nardi, politica italiana
- 23 settembre - Yasser Nazmi, ex calciatore qatariota
- 23 settembre - Takanori Nunobe, ex calciatore giapponese
- 23 settembre - Artim Šakiri, allenatore di calcio e ex calciatore macedone
- 23 settembre - Beáta Siti, ex pallamanista ungherese
- 24 settembre - Stéphane Ceretti, effettista francese
- 24 settembre - Eddie George, ex giocatore di football americano statunitense
- 24 settembre - Zoltán Kovács, ex calciatore ungherese
- 24 settembre - Rodrick Rhodes, ex cestista e allenatore di pallacanestro statunitense
- 25 settembre - Tijjani Babangida, ex calciatore nigeriano
- 25 settembre - Claire Borotra, attrice francese
- 25 settembre - Domenico Cannone, ex canoista italiano
- 25 settembre - Jakob Ellemann-Jensen, politico danese
- 25 settembre - Samantha Ferrari, ex ginnasta italiana
- 25 settembre - Talal Jebreen, ex calciatore saudita
- 25 settembre - Jo Hye-jin, ex cestista sudcoreana
- 25 settembre - Tomoaki Kuno, ex calciatore giapponese
- 25 settembre - Bridget Marquardt, modella e personaggio televisivo statunitense
- 25 settembre - Oli de Sat, compositore, chitarrista e tastierista francese
- 25 settembre - Juarez de Souza Teixeira, ex calciatore brasiliano
- 25 settembre - Bridgette Wilson, attrice e ex modella statunitense
- 26 settembre - Maria Bonnevie, attrice svedese
- 26 settembre - Donata Burgatta, ex judoka italiana
- 26 settembre - Fábio Carille, allenatore di calcio e ex calciatore brasiliano
- 26 settembre - Julienne Davis, attrice, cantante e modella statunitense
- 26 settembre - Dr. Luke, musicista, compositore e produttore discografico statunitense
- 26 settembre - Roger Helland, ex calciatore norvegese
- 26 settembre - Garret Kusch, ex calciatore canadese
- 26 settembre - Nicholas Payton, trombettista statunitense
- 26 settembre - Fred Raskin, montatore statunitense
- 26 settembre - Krunoslav Rendulić, allenatore di calcio e ex calciatore croato
- 26 settembre - Andrzej Rżany, pugile polacco
- 26 settembre - Luca Sbardella, politico italiano
- 26 settembre - Odd Arild Skonhoft, ex calciatore norvegese
- 26 settembre - Thomas Tøllefsen, ex calciatore norvegese
- 26 settembre - Olga Vasdeki, ex triplista greca
- 26 settembre - Ferdinando Vicari, ex mezzofondista italiano
- 27 settembre - Margot Abascal, attrice, cantante e regista francese
- 27 settembre - Tim Harford, economista, giornalista e divulgatore scientifico britannico
- 27 settembre - Vratislav Lokvenc, ex calciatore ceco
- 27 settembre - Cristiano Masper, ex cestista italiano
- 27 settembre - Tina Nicholson, ex cestista statunitense
- 27 settembre - Stanislav Pozdnjakov, schermidore russo
- 27 settembre - Indira Varma, attrice britannica
- 28 settembre - Mohamed Allalou, ex pugile algerino
- 28 settembre - Georgios Altouvas, arcivescovo cattolico greco
- 28 settembre - Lars Behrendt, bobbista tedesco
- 28 settembre - Matteo Buzzanca, musicista, compositore e produttore discografico italiano
- 28 settembre - Aleš Kačičnik, ex calciatore sloveno
- 28 settembre - Hugo Porfírio, ex calciatore portoghese
- 28 settembre - Brian Rafalski, ex hockeista su ghiaccio statunitense
- 28 settembre - José Ignacio Saénz Marín, ex calciatore spagnolo
- 29 settembre - Dmitrij Ananko, ex calciatore russo
- 29 settembre - Alfie Boe, tenore e attore teatrale britannico
- 29 settembre - Stacy Carter, ex wrestler statunitense
- 29 settembre - Therdsak Chaiman, allenatore di calcio e ex calciatore thailandese
- 29 settembre - Federica Di Martino, attrice italiana
- 29 settembre - Brad Kane, attore, cantante e sceneggiatore statunitense
- 29 settembre - Gregorio Lavilla, dirigente sportivo e pilota motociclistico spagnolo
- 29 settembre - Ruslan Ljubars'kyj, allenatore di calcio e calciatore ucraino
- 29 settembre - Debelah Morgan, cantante statunitense
- 29 settembre - Chris Newton, ex pistard e ciclista su strada britannico
- 29 settembre - Scout Niblett, cantautrice e musicista inglese
- 29 settembre - Paulo César Motta, ex cestista brasiliano
- 29 settembre - Paul Rogers, ex cestista australiano
- 29 settembre - Zsolt Torok, alpinista rumeno († 2019)
- 29 settembre - Yūichi Watanabe, ex giocatore di football americano e allenatore di football americano giapponese
- 29 settembre - Tammi Wilson, ex rugbista a 15 e dirigente sportiva neozelandese
- 30 settembre - Luís Andrade, allenatore di calcio e ex calciatore portoghese
- 30 settembre - John Browning, ex giocatore di football americano statunitense
- 30 settembre - Eva Carneiro, medico gibilterriano
- 30 settembre - Francesca Cenci, giornalista e conduttrice televisiva italiana
- 30 settembre - Vyaçeslav Lıçkin, ex calciatore azero
- 30 settembre - Antonio Perugino, ex pugile italiano
- 30 settembre - Todd Rogers, giocatore di beach volley statunitense
- 30 settembre - David Ury, attore e youtuber statunitense
- 30 settembre - Rubén Wolkowyski, ex cestista argentino